# Erlenbach im Simmental

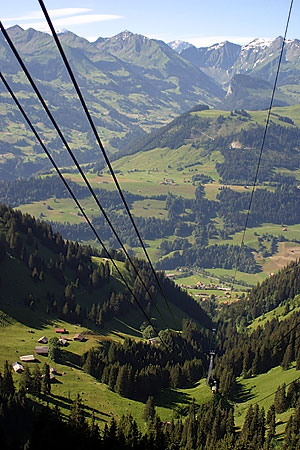
Simmental

Erlenbach im Simmental là một đô thị ở huyện Niedersimmental ở bang Bern ở Thụy Sĩ. Đô thị này có diện tích 36,73 km², dân số năm 2005 là 1746 người.